# Rancho Nuevo, Zinacantán
Rancho Nuevo är en ort i Mexiko.   Den ligger i kommunen Zinacantán och delstaten Chiapas, i den sydöstra delen av landet, 700 km öster om huvudstaden Mexico City. Rancho Nuevo ligger 1 903 meter över havet och antalet invånare är 154.
Terrängen runt Rancho Nuevo är kuperad åt nordost, men åt sydväst är den bergig. Runt Rancho Nuevo är det ganska tätbefolkat, med 54 invånare per kvadratkilometer. Närmaste större samhälle är San Cristóbal de las Casas, 19,1 km öster om Rancho Nuevo. I omgivningarna runt Rancho Nuevo växer huvudsakligen savannskog.